# Труфанов Володимир Володимирович
Володи́мир Володи́мирович Труфа́нов (26 червня 1975, хутір Борисово) — солдат Збройних сил України.

## Життєпис
Навчався в Радісненській ЗОШ, закінчив Красилівську школу. У Красилівському професійному ліцеї здобув професію кухаря-кулінара.
Призваний до армії, служив у артилерійських військах. У час війни — навідник-коректувальник самохідної установки.
Після звільнення працював у Хмельницькому.
Голова правління громадської організації «Хмельницька районна організація ветеранів АТО».

## Нагороди
За особисту мужність і героїзм, виявлені у захисті державного суверенітету та територіальної цілісності України, вірність військовій присязі під час російсько-української війни нагороджений
- орденом «За мужність» III ступеня (22.1.2015).

Указом Президента України № 336/2016 від 19 серпня 2016 року нагороджений ювілейною медаллю «25 років незалежності України».